# 5 Pułk Koronny Przedniej Straży

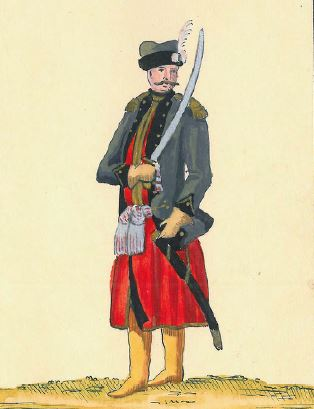
Oficer 2 pułku straży przedniej w 1777

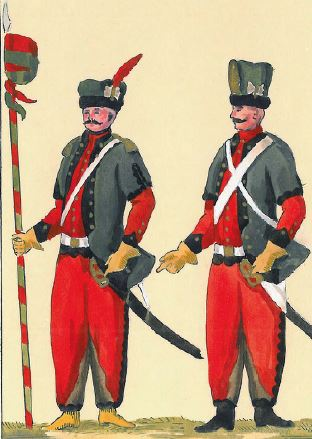
Towarzysz i pocztowy 2 pułku straży przedniej w 1777

5 Pułk Koronny Przedniej Straży – oddział jazdy armii koronnej wojska I Rzeczypospolitej.

## Formowanie i zmiany organizacyjne
Przed 1776 rokiem  chorągwie lekkie partii ukraińskiej i podolskiej funkcjonowały w nieformalnym pułku dowodzonym przez gen. mjr. K. Kurdwanowskiego. Z nich to w 1776 sformowany został formalnie pułk 1  Koronny Przedniej Straży. W 1778 według etatu pułk liczył 378 żołnierzy, a faktycznie posiadał 363. W roku 1784 ustalono nowy etat dla pułków przedniej straży. Etat przewidywał 391 „głów” - 15 w sztabie i po 47 w 8 chorągwiach.
Zgodnie z planowanym etatem 100 000 armii Rzeczypospolitej Obojga Narodów, pułk miał etatowo liczyć 1369 „głów”. W sztabie wyższym miało służyć 5 oficerów, w średnim i niższym - 15. W skład pułku miało wejść 10 chorągwi po 135 „głów” każda. Etat ten nie został zrealizowany. Rozpoczęto formowanie 65 000 armii. Pułk w tym przypadku miał liczyć etatowo 1099 „głów” w tym 19 w sztabie i 8 chorągwi po 135 osób.  W czerwcu 1791 liczył 1062 „głowy” i 1015 koni.
Przed wybuchem wojny z Rosją, wiosną 1792 pułk liczył według etatu 1099 żołnierzy a faktycznie posiadał 1067. W marcu 1792 stacjonował w Przyłuce.
6 maja 1793 wcielony do wojska rosyjskiego pod nazwą pułku iziasławskiego (zasławskiego). Pułk uniknął jednak trwałego zagarnięcia. Po przegranej wojnie, stan pułku zmniejszył się znacznie i jesienią 1793 wynosił 759 żołnierzy, a w chwili wybuchu powstania kościuszkowskiego 744.
Pułk w 1792 liczył 1067 „głów” i 1067 koni. W 1794 roku w marcu liczyła 744 „głów” i 580 koni, w maju 746 „głów” i 580 koni, a we wrześniu 748 „głów” i 650 koni.
W okresie powstania kościuszkowskiego posiadał na uzbrojeniu 350 karabinów, 642 pistolety, 712 szabel i 712 pik.

## Stanowiska
- Tetyów, Berszada (1787)
- Czeczelnik (XII 1789)[11]
- Wiśniowiec i okolice (październik 1792)

## Żołnierze regimentu
Obsadę oficerską pułku stanowili: szef i felczer, pułkownik, podpułkownik, major (od 1789 – dwóch), 7 rotmistrzów z chorągwiami, 1 (od 1789 – 5) rotmistrz sztabowy, kwatermistrz, audytor, adiutant (od 1789 – dwóch), 8 poruczników i 8 chorążych.
Szefowie regimentu
- Kajetan Kurdwanowski (1775–1777)
- Józef Gabriel Stempkowski (1777–1778)
- Kajetan Adam Miączyński (12 XI 1778– 22 II 1783 )
- Jan Józef Malczewski (22 II 1783 – 1788)
- Józef Lubomirski (18 XI 1788–)

Pułkownicy
- Józef Wiesiołowski (1775–1783)
- Jan Stempkowski (1783–1791)
- Aleksander Korycki (1791–1793)
- Michał Ignacy Kamieński (1793–)

Majorowie
- Kacper Cieszkowski (1793)

## Bitwy i potyczki
Regiment brał udział w wojnie w obronie Konstytucji 3 maja i w  powstaniu kościuszkowskim.
Jego żołnierze walczyli pod Wiszniopolem (14 czerwca 1792), Boruszkowcami (15 czerwca 1792), Zieleńcami (17 czerwca 1792), Szczekocinami (6 czerwca 1794). Brali udział w obronie Warszawy, a następnie walczyli pod Błoniami (9 lipca 1794), Czerniakowem (31 lipca 1794), Krupczycami (16 czerwca 1794), Brześciem (17 września 1794), Białą przed (27 września 1794) oraz pod Maciejowicami (10 października 1794).

## Hierarchia regimentu
- chorągwie lekkie partii ukraińskiej i podolskiej (–1776) →  pułk 2 przedniej straży (1776–1789)[a] →  pułk 5 przedniej straży (1789–1793) →  pułk izasławski (1793-)